# Eugene Ohuabuwa
Eugene Ohuabuwa – nigeryjski piłkarz grający na pozycji napastnika. W swojej karierze grał w reprezentacji Nigerii.

## Kariera klubowa
W swojej karierze piłkarskiej Ohuabuwa grał w klubie Spartans FC.

## Kariera reprezentacyjna
W 1978 roku Ohuabuwa został powołany do reprezentacji Nigerii na Puchar Narodów Afryki 1978. Wystąpił w nim w jednym meczu, grupowym z Zambią (0:0). Z Nigerią zajął 3. miejsce w tym turnieju.